# Mamo Wolde
Degaga „Mamo” Wolde (ur. 12 czerwca 1932 w Dire Jila, zm. 26 maja 2002 w Addis Abebie) – etiopski lekkoatleta długodystansowiec i maratończyk.
Pochodził z plemienia Oromo. Od 1951 mieszkał w Addis Abebie, służąc w Gwardii Cesarskiej. Od 1953 do 1955 przebywał w Korei jako żołnierz sił pokojowych.
Czterokrotnie wystąpił w letnich igrzyskach olimpijskich. W Melbourne (1956) startował na 800 metrów, 1500 metrów i w sztafecie 4 × 400 metrów, za każdym razem zajmując ostatnie miejsce w przedbiegach. Od początku lat 60. Wolde przekwalifikował się na bieganie na długich dystansach. Na igrzyskach olimpijskich w Tokio w 1964 zajął 4. miejsce w biegu na 10 000 metrów, a maratonu nie ukończył. Największy sukces odniósł na następnych igrzyskach w Meksyku (1968). Najpierw zdobył srebrny medal w biegu na 10 000 metrów, a następnie zwyciężył w biegu maratońskim. Wystąpił również w biegu na 5000 metrów, ale odpadł w eliminacjach. Podczas ostatnich swych igrzysk olimpijskich w Monachium (1972) został brązowym medalistą w maratonie. Miał wówczas 40 lat. 
W swej karierze dwukrotnie sięgał po medal igrzysk afrykańskich: w 1965 został brązowym medalistą w konkurencji biegu na 5000 metrów, w 1973 roku wygrał bieg maratoński.
Wolde został aresztowany w 1993 pod zarzutem uczestniczenia w egzekucjach „czerwonego terroru” reżimu Mengystu Hajle Marjama. Utrzymywał, że nie uczestniczył w zabójstwach, choć był przy nich obecny. W 2002 został skazany na sześć lat pozbawienia wolności, ale zaliczono mu na poczet kary dziewięć lat tymczasowego aresztowania i zwolniono. Zmarł kilka miesięcy po skazaniu.